# 下赖森
下赖森（德語：Niederreißen，發音：[ˈniːdɐˌʁaɪsn̩]）是德国图林根州魏玛地区县曾经的一个市镇，与上赖森相邻，面积3.28平方千米，2012年12月31日人口为228人。2013年12月31日，下赖森与另外8个市镇合并为新市镇伊尔姆塔尔-魏恩施特拉瑟。